# Harry Cleaver
Harry Cleaver, född 1944, är mest känd som författaren bakom Att läsa kapitalet politiskt, en autonom läsning av Karl Marx Kapitalet. Cleaver har forskat angående orotodox ekonomisk teori och policy. Men även angående kritik och utveckling av marxistisk teoribildning ur ett (samtida) klassantagonistiskt synsätt, såväl som studier gällande sociala konflikter, med det samtida produktionssättet som drivkraft, vid University of Texas i Austin, USA. Han blev anställd efter omfattande agitation av studenter på 1970-talet.[källa behövs] Han är idag aktiv i Zapatisterna i Chiapas i Mexiko.
Sedan 1976 har Cleaver varje höst hållit i en introduktionskurs om marxistisk ekonomi, baserad på de tre första banden av Kapitalet. Varje vår, sedan 1980-talet, har han också hållit en av tre kurser som applicerar marxistisk teori på praktiska frågor: Marxistisk kristeori, Marxistiska teorier om socialism och kommunism och Autonom marxism.